# NSP-3夜視瞄準鏡
NSP-3（俄语：НСП-3；НСП全寫：Ночной Стрелковый Прицел，加上「-3」意為：夜間瞄準具3型；俄罗斯国防部火箭炮兵装备总局代號：／）是一款在1960年代初由前蘇聯NII-801（獵戶座科學生產協會）所研製和生產的被動式夜視瞄准镜，設計用於裝設於AK系列自動步枪，RPK系列轻機槍和SVD系列精確射手步槍以上，並且在光線條件較差劣的環境（例如夜間）以下使用，探索距離可達250—300公尺。1970年代中期，它獲得了現代化改進，而這改進型獲得了NSP-3A的名稱（俄罗斯国防部火箭炮兵装备总局代號：／）。

## 設計
NSP-3瞄準具的設計是由具有緊夾裝置的殼體、用於調節和安裝鏡頭和濾光器的透镜對準機構、裝有分壓器的圖像增強器、電壓轉換器、高壓組件、目镜和SSCS-1.5銀锌可充電电池等部件所組成。
NSP-3利用華沙條約導軌將其裝設在武器的機匣左側以上。

## 光學規格和尺寸

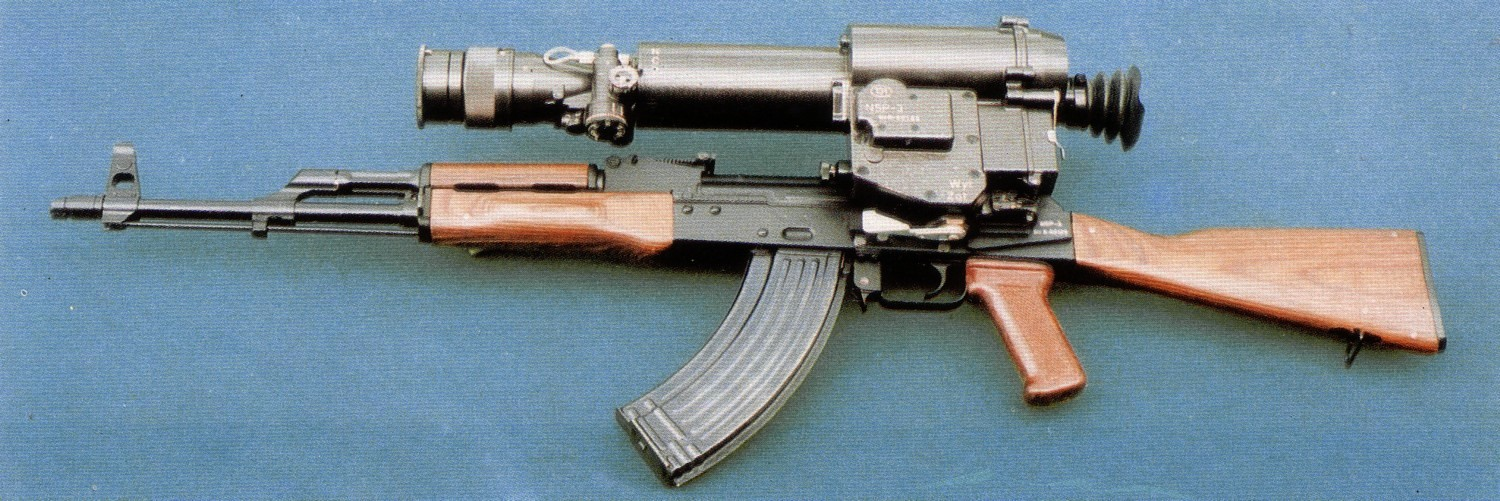
裝上了NSP-3的AKML

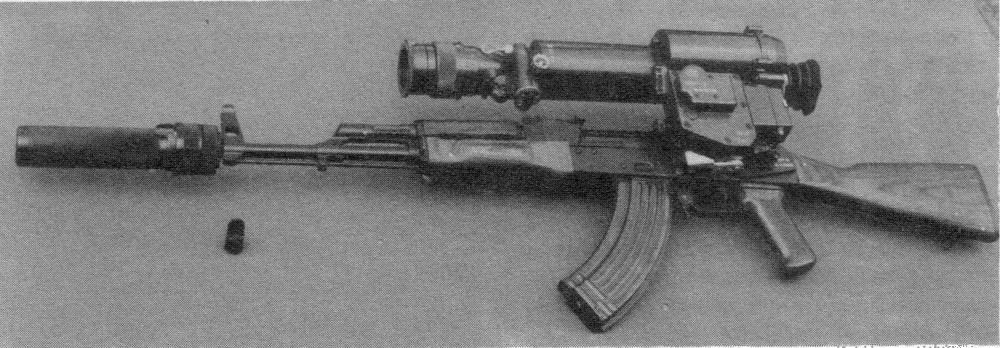
裝上了NSP-3與PBS-1的AKML

- 瞄準具交貨時的毛重：7.8千克（17.2磅）
- 戰鬥狀態的瞄準具质量：2.7千克（5.95磅）
- 收納狀態的瞄準具質量：3.5公斤（7.72磅）
- 瞄準具的外形尺寸：450×105×175毫米（17.72×4.13×6.89英吋）
- 包裝箱的外形尺寸：490×170×200毫米（19.29×6.69×7.87英吋）
- 夜間增加的可見範圍：250—300公尺（273.4—328.08码，820.21—984.25英尺）
- 放大倍率：2.7倍
- 視角：7.0°
- 出瞳距离：7毫米（0.275英吋）
- 出瞳直径：35毫米（1.38英吋）
- 鏡頭焦距：78毫米（3.07英吋）
- 電源供應：SSCS-1.5銀锌可充電电池
- 使用一節充電電池的持續工作時間：6小时
- SSCS-1.5電池電壓：4.5伏特
- SSCS-1.5電池容量：4.5伏特
- 放電工作电流：0.2安培
- 最大光學分辨精確度（MOA）：2弧分
- 可讓電池充放電力的循環次數：25次

## 外部連結
- （俄文）—Описание ночного оптического прицела НСП-3 на сайте www.ak-info.ru（页面存档备份，存于）
- （俄文）—Описание ночного оптического прицела НСП-3 на сайте russianguns.ru（页面存档备份，存于）
- （俄文）—Обзор ночных прицелов отечественного производства на сайте www.bratishka.ru